# Мёртвые не летают
«Мёртвые не летают» (англ. Dead Boyz Can't Fly) — американский художественный фильм 1992 года, драма, снятая режиссёром Сесилом Говардом.
Фильм снят в жанре «панк-триллер», он является своего рода фильмом-фарсом. Этот фильм также известен под названием «Мёртвая шпана не летает». Премьера фильма состоялась 26 апреля 1992 года в США на фестивале WorldFest Houston.

## Сюжет
Баз показывает свои художественные работы Норману в агентстве по трудоустройству — а тот смеётся ему в лицо. Пережив это как личное оскорбление, Баз возвращается к офисному зданию в компании друзей — Гуза и Йо-Йо. Они методично терроризируют людей в офисах на 13-м этаже, и только несколько седых ветеранов Вьетнама и склонный к самоубийству адвокат пытаются остановить их.

## В ролях
- Главные роли
  - Дэвид Джон — Джон
  - Брэд Фридмэн — Гуз
  - Рут Коллинс — Мира Кандински
  - Джейсон Стайн — Базз
  - Дэниэль Джонсон — Йо-Йо
  - Шелия Кеннеди — Лоррейн
  - Джудит Каммингс — Мисс Гусич
  - Дэниель Мэар — Норман Броди (как Дэниель Мэйер)
  - Марк Макалай — О’Браен (как Марк МакКаллей)
  - Курт Швебел — Сантини
  - Дженн Мэри Бекман — Кэтлин
  - Жаклин Прайс — Сью
  - Джинджер Кристи — Вивиан
  - Дэвид Ховард — Доктор Слон
  - Делия Шеппард — Энжи
  - Дженнифер Делора — Хелен
  - Кен Итон — Лу
- Второстепенные роли
  - Роб Ли — человек в толпе в кафе
  - Джон Уильямс — главный в ночном клубе
  - Скотт Бекер — офицер
  - Питер Лоуренс — дежурный медик
  - Дин Мерсил — вор в больнице
  - Сесил Ховард — мужчина с сигаретой

## Другие названия
- Мёртвая шпана не летает
- Violenti e perversi